# Ostoros
Ostoros is een plaats (község) en gemeente in het Hongaarse comitaat Heves. Ostoros telt 2406 inwoners (2002).